# The Old Cobbler
The Old Cobbler est un film muet américain réalisé par Murdock MacQuarrie et sorti en 1914.

## Fiche technique
- Titre : The Old Cobbler
- Réalisation : Murdock MacQuarrie
- Production : Bison Motion Pictures
- Distribution : Universal Film Manufacturing Company
- Genre : Film dramatique
- Dates de sortie :
  -  États-Unis : 27 juin 1914

## Distribution
- Murdock MacQuarrie : Nathan, le cordonnier
- Richard Rosson : Dick, son fils
- Agnes Vernon : Jess
- Lon Chaney : Wild Bill
- May Benson : la femme de Nathan